# San Chirico Raparo
San   Chirico Raparo község (comune) Olaszország Basilicata régiójában, Potenza megyében.

## Fekvése
A megye központi részén fekszik. Határai: Armento, Calvera, Carbone, Castelsaraceno, Castronuovo di Sant’Andrea, Gallicchio, Roccanova, San Martino d’Agri és Spinoso.

## Története
Sanctus Clericus de Valle Sinni már az i.e. 7-6 században lakott volt. Az ókorban Polisandra nevű görög várost a rómaiak elpusztították. Helyén épült fel a 6-7. században a mai város. A 19. század elején, amikor a Nápolyi Királyságban felszámolták a feudalizmust, önálló község lett.

## Népessége
A népesség számának alakulása:

## Főbb látnivalói
- Palazzo Barletta
- SS. Pietro e Paolo-templom
- Sant’Anna-templom
- Santa Maria-kolostor
- Madonna Addolorata o delle Lacrime-templom